# Edyta Jurkiewicz
Edyta Jurkiewicz (ur. 29 grudnia 1985) – polska brydżystka, Mistrz Krajowy.

## Wyniki brydżowe

### Zawody europejskie
W rozgrywkach europejskich zanotowała następujące rezultaty:
| Zawody Europejskie. Konkurencja Teamów | Zawody Europejskie. Konkurencja Teamów | Zawody Europejskie. Konkurencja Teamów         | Zawody Europejskie. Konkurencja Teamów | Zawody Europejskie. Konkurencja Teamów | Zawody Europejskie. Konkurencja Teamów |
| Rok                                    | Miejscowość                            | Zawody                                         | Kategoria                              | Team                                   | Pozycja                                |
| -------------------------------------- | -------------------------------------- | ---------------------------------------------- | -------------------------------------- | -------------------------------------- | -------------------------------------- |
| 2005                                   | Riccione                               | 20. Europejskie Młodzieżowe Mistrzostwa Teamów | Dziewczęta                             | Poland                                 | 4                                      |
| 2004                                   | Praga                                  | 19. Europejskie Młodzieżowe Mistrzostwa Teamów | Dziewczęta                             | Poland                                 | 3                                      |

| Zawody Europejskie. Konkurencja Par | Zawody Europejskie. Konkurencja Par | Zawody Europejskie. Konkurencja Par    | Zawody Europejskie. Konkurencja Par | Zawody Europejskie. Konkurencja Par | Zawody Europejskie. Konkurencja Par |
| Rok                                 | Miejscowość                         | Zawody                                 | Kategoria                           | Partner                             | Pozycja                             |
| ----------------------------------- | ----------------------------------- | -------------------------------------- | ----------------------------------- | ----------------------------------- | ----------------------------------- |
| 2008                                | Wrocław                             | 4. Europejskie Mistrzostwa Młodzieżowe | Dziewczęta                          | Joanna Przytycka                    | 7                                   |